# Sonneratiaceae
Sonneratiaceae é uma família de plantas dicotiledóneas que é composta por sete espécies repartidas por dois géneros:
- Duabanga
- Sonneratia

São arbustos ou lianas, de zonas tropicais, principalmente de áfrica, de Madagáscar, da Malásia, da Austrália e das ilhas do Pacífico.
O género Sonneratia é um dos constituintes do manguezal.
Na classificação filogenéticas esta família é incorporada na família Lythraceae.
O nome desta família é dedicado ao naturalista Pierre Sonnerat (1745-1814).